# U-Boote heraus! Mit U-Boot 178 gegen den Feind (1918)
U-Boote heraus! Mit U-Boot 178 gegen den Feind ist ein deutscher Propagandafilm aus dem Jahr 1917 im Stile eines Dokumentarfilms.

## Handlung
Der Matrose Karl ist auf Heimaturlaub nach Hause gekommen. Stolz berichtet er seinen Nachbarn von seinen Kriegserlebnissen und wie es zu seiner Verwundung gekommen ist.
Rückblick: Ein Soldat ist damit beschäftigt eine Handgranate scharf zu stellen, während in den Dünen ein Verwundeter geborgen und abtransportiert wird. Etwa zur selben Zeit erscheint Karls Vater mit der Zeitung vom 1. Februar 1917, die eine Meldung zum uneingeschränkten U-Boot-Krieg beinhaltet. Karl liest die Worte des Kaisers dazu und erklärt seinem Vater, dass er sich freiwillig zur U-Boot-Waffe melden werde.
Karl hat sein Ziel erreicht und ist nun Absolvent der U-Boot-Schule in Kiel. Seine Kameraden und er erhalten Unterricht am Torpedo, sodann wird Luken-Exerzieren geübt. Ein besonderer Moment ist, als Deutschlands jüngster U-Boot-Offizier Prinz Sigismund von Preußen sich an Bord der U-Boot-Schule meldet. Es folgt der Appell an Deck. Anschließend stehen Übungen am Geschütz auf dem Programm. Dann werden Karl und zwei weitere Männer auf ein U-Boot abkommandiert. Sie kommen auf das U-Boot 178, das zur Fahrt gegen den Feind bereit ist. Zuvor erfolgt jedoch noch die Übernahme von Torpedos und Proviant. Anschließend steht die Verabschiedung des Kommandanten in einer Offiziersmesse an, der sich danach an Bord des U-Bootes begibt. Ablegemanöver und Ausfahrt aus dem Kieler Hafen erfolgen. Der Wunsch „Allzeit gute Fahrt“ begleitet die Männer.
Der Kommandant am Sehrohr meldet alsbald auf hoher See: „Feindliche Zerstörer in Sicht!“ Alle werden an die Geschütze beordert. Nach dem Beschuss geht das U-Boot auf Tauchstation. Dann wird die Lage wieder ernst. Ein anderes Schiff ist in Sicht. Nach einer Untersuchung entpuppt sich das Schiff als Munitionsdampfer. Wichtige Papiere werden erbeutet.

### Im Filmfragment nicht enthaltene Szenen
Teil 2: Begegnung mit dem U-Boot 202 auf hoher See, feindliche Flugzeuge tauchen am Himmel auf. Es erfolgen Bombeneinschläge im Wasser. Es kommt zu einem Luftkampf und Abschuss eines englischen Flugzeugs. Eine FF-33 begibt sich zum treibenden Flugzeugwrack und nimmt den notgelandeten Piloten auf. Im Wasser befinden sich Telefonbojen. U-178 schickt ein Boot zur Telefonboje, um Kontakt zu U-202 aufzunehmen.
Teil 3: Der Funkraum des Hebeschiffes Vulkan wird gezeigt. Helmtaucher begeben sich ins Wasser, um die Trossen zu befestigen. Das U-Boot erscheint an der Wasseroberfläche. U-178 stoppt ein Handelsschiff, während Matrosen mit den Schiffspapieren zum U-Boot rudern. Die Besatzung des aufgebrachten Handelsdampfers begibt sich ins Ruderboot und wird sodann von U-178 ins Schlepptau genommen. Dampfer und sinkendes Schiff werden gesprengt. Auf der Brücke wachen Matrosen, die im Besitz von Feldstechern und Sextanten sind. Die Besatzung des versenkten Schiffs wird auf einen Hilfskreuzer übernommen.
Teil 4: Es erfolgen Winksignale an die FF-33, die daraufhin wassert. Die Schiffspapiere des versenkten Dampfers werden an den Piloten übergeben. U-178 geht auf Tauchstation. Minenexplosionen erschüttern das Wasser. Das U-Boot taucht wieder auf und bewegt sich über Wasser fort. Während die Torpedorohre geladen werden, sinkt der Dampfer. Die Heimfahrt des U-Bootes erfolgt bei schwerer See. Im Maschinenraum wird eifrig gearbeitet. Man begegnet Torpedobooten und Kreuzern. Das U-Boot läuft im Kieler Hafen ein. Prinz Heinrich von Preußen kommt an Bord, um an Deck die Mannschaft zu begrüßen. Karl bekommt Heimaturlaub.

## Produktion

### Filmfragment
Vom Film ist ein Fragment mit einer Länge von 17:29 Minuten im Bundesarchiv Koblenz erhalten. Es handelt sich dabei um eine Dokumentation mit Spielhandlung.
Am Ende der Aussagen über das Filmfragment erfolgt die Anmerkung: „Bei den beiden Booten „U 178“ und „U 202“ handelt es sich offensichtlich um getarnte Nummernangaben. Boote dieser Nummerierung wurden zwar 1917 in Auftrag gegeben, aber nicht mehr in Dienst gestellt. Der Film enthält vorwiegend inszenierte Aufnahmen. Quelle: Bundesarchiv.“

### Produktionsnotizen
Die Produktionsfirma war das Bild- und Filmamt (BUFA) Berlin im Auftrag der Reichsfilmstelle (Berlin). Es gab zwei Versionen in vier Akten auf jeweils 1237 beziehungsweise 1124 Metern, das entspricht ca. 68 bzw. 61 Minuten.
Im Film spielt das Bergungsschiff Vulkan bei der Hebung des fiktiven U-Boots U 202 mit.

### Filmzensur
Der Film unterlag mehrfach der Filmzensur. So gab ihn die Polizei Berlin im August 1917 für die Jugend frei (Nr. 40823). Sowohl am 14. Februar 1918 (Nr. 3801) als auch am 10. Mai 1918 (MMZ.4005) wurde er vom Militär München geprüft. Die Reichsfilmzensur prüfte erneut am 21. Oktober 1921 und gab ihn ebenfalls für die Jugend frei.

### Veröffentlichung
Eine Pressevorführung fand im Oktober 1917 im Tauentzienpalast statt, die eigentliche Uraufführung dann im Februar 1918 im Kali Berlin. Als weitere Filmtitel werden genannt Mit U hundertachtundsiebzig gegen den Feind, alternativ Mit U-178 gegen den Feind sowie Auf U-Booten.

## Film mit demselben Titel
Die Nationalsozialisten verwendeten exakt denselben Titel für einen Propagandafilm aus dem Jahr 1939.